# Marco Servílio Noniano
Marco Servílio Noniano (em latim: Marcus Servilius Nonianus; m. 59), amplamente conhecido como Servílio Noniano, foi um senador e historiador romano da gente Servília eleito cônsul em 35 com Caio Céstio Galo. Tácito o descreve como um homem de boa índole e de grande eloquência. Era um descendente de Caio Servílio Gêmino, um pretor que havia renunciado ao seu status de patrício, e filho de Marco Servílio, cônsul em 3, com Nônia, filha de um nobre proscrito por Marco Antônio por causa de uma gema muito valiosa

## Carreira
Depois de seu consulado, Noniano foi procônsul da África entre 46 e 47.
Além da história de sua mãe, Plínio conta outras anedotas sobre Noniano. Uma era que ele se preocupava muito com perder sua visão e, para evitar que isto ocorresse, vestia um amuleto da sorte no pescoço que consistia em duas letras do alfabeto grego, alfa e rô. Segundo Plínio, o amuleto funcionou. Outra indicava que sua filha havia sido curada de uma doença pelo uso de leite de cabra, uma recomendação do médico da família, Servílio Demócrates.
Segundo o historiador Ronald Syme, o poeta Pérsio reverenciava Noniano como se fosse seu pai.
Segundo Tácito conta que Noniano morreu em 59 e contrasta a vida elegante que ele viveu com a de um outro senador que morreu naquele mesmo ano, Domício Afer, que possuía a mesma índole, mas era mais provinciano.

## Família
Noniano se casou com Consídia e a filha do casal, Servília Consídia, se casou com Quinto Márcio Bareia Sorano. Este casamento e a admiração do poeta Pérsio por Noniano levaram Syme a suspeitar que Noniano era parte do círculo estoico do período do principado.

## Obras históricas
Servílio Noniano escreveu um livro sobre a história de Roma, mas ele se perdeu e nem mesmo seu título é conhecido. Segundo Tácito e Quintiliano, esta obra era, na época, considerada muito importante, especialmente para os historiadores do grupo senatorial. Quintiliano conta também que Noniano costumava ler publicamente sua obra (em latim: "recitaciones") e, segundo Plínio, o Jovem, durante uma delas, o imperador Cláudio, que passava pelas redondezas, ficou tão curioso por causa dos aplausos que perguntou quem estava lendo e se juntou à audiência.
Diversos estudiosos já sugeriram que Tácito se baseou em Noniano e em Aufídio Basso para sua história do primeiro período imperial. Contudo, o período exato coberto pela narrativa de Noniano é desconhecido, mas é muito provável que Noniano tenha tratado inclusive do reinado de Tibério.